# Réseau culturel Terre catalane

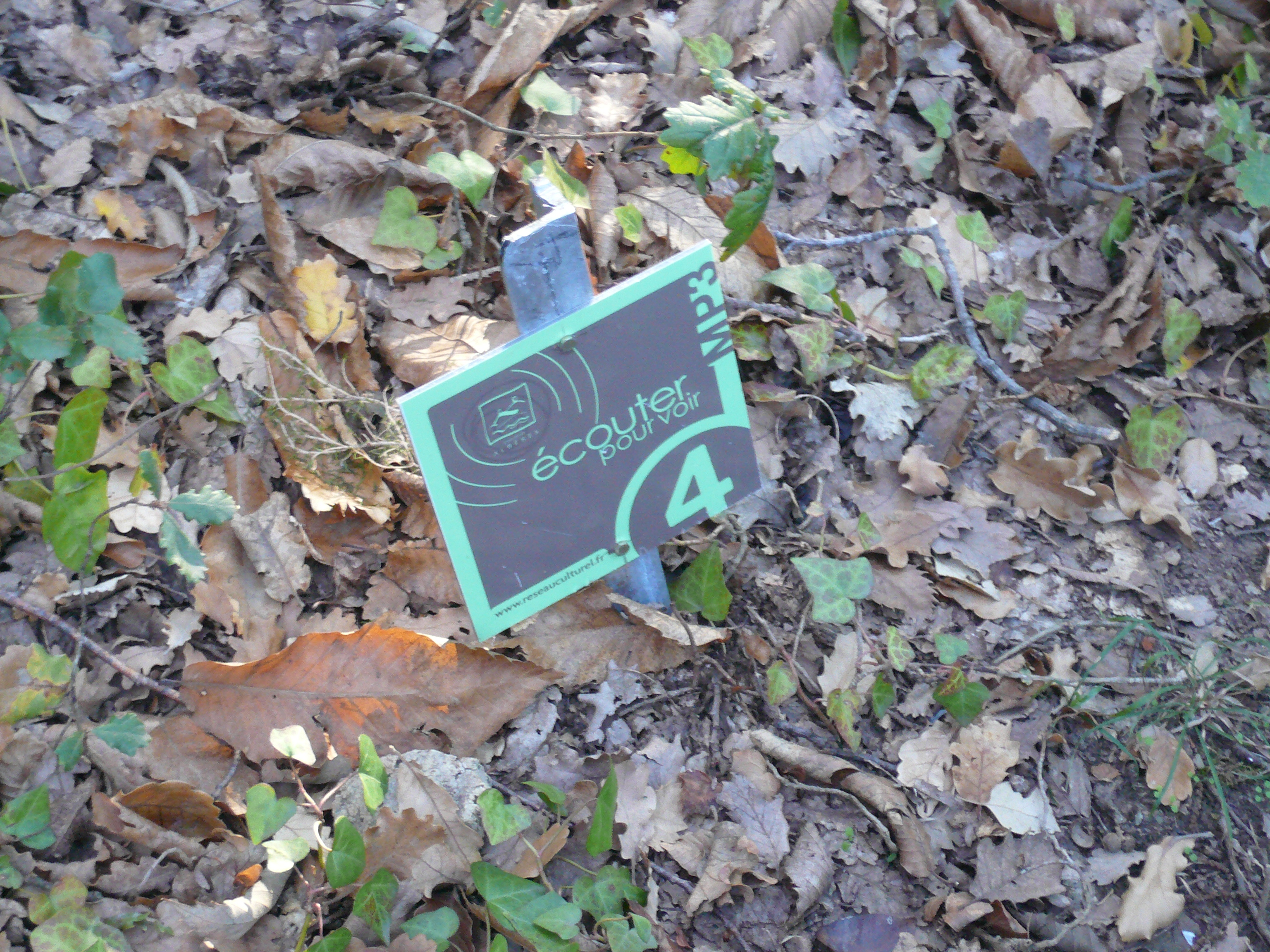
Sentier mp3, Écouter pour voir à Argelès-sur-Mer

Réseau culturel Terre catalane, est une association loi de 1901, qui fédère de nombreux sites patrimoniaux, culturels, historiques, scientifiques ou naturels d’identité catalane, des Pyrénées-Orientales.

## Laboratoire de tourisme culturel
Réseau culturel Terre catalane développe un tourisme culturel et durable pour préserver et valoriser le patrimoine de l'ensemble des sites culturels du pays catalan.
Cette démarche originale et unique en France, lors de sa création, est devenu ensuite un modèle pour la création d'autres réseaux culturels. Ainsi à l'échelle régionale et nationale, Réseau culturel est une référence dans la mutualisation et la mise en réseaux de sites n'ayant pas la masse critique, ou les moyens financiers pour améliorer la qualité de leur offre au public.
Les démarches générales concernent tout d'abord
- Mise en place de démarches qualités et de formation du personnel d'accueil (apprentissage de langues étrangères, accueil des publics handicapés, des scolaires)
- Création d'instruments de mesure pour la fréquentation, et l'accessibilité
- Adaptation de l’offre selon les différents publics
- Ingénierie culturelle,
- Communication et promotion des sites touristiques

Des expérimentations de nouveaux produits sont lancés avec des adhérents pour enrichir l'expérience des visiteurs, ou accueillir de nouveaux publics.

### Écouter pour voir
En pays Pyrénées Méditerranée, Réseau culturel propose 4 parcours sonores Écouter pour voir autour du patrimoine ethnologique.
Des Baladeurs numériques sont mis à la disposition du public pour découvrir en audio, le long de sentiers mp3 balisés, le patrimoine ethnographique propre à chaque site.
Ainsi l'écoute de témoignages de vieilles personnes, d'écrivains, parfois enregistrés par des comédiens, transforme, enrichit et re-contextualise la perception de ces paysages.
Ces sentiers mp3 sont disponibles en français, catalan, anglais, allemand, et en espagnol, et sont téléchargeables sur internet.
- Parcours du chemin de ronde du Château royal de Collioure : La vie des pêcheurs, 11 haltes, durée : 1 h 15
- Parcours sur un sentier de randonnée entre le château de Valmy et la chapelle Saint-Laurent-du-Mont : Les histoires des Albères, à Argelès-sur-Mer, 11 haltes, durée : 3 h
- Parcours depuis le centre historique à un sentier sur les hauteurs du village de Prats-de-Mollo : Les histoires de Prats-de-Mollo, 11 haltes, durée : 1 h 30
- Parcours dans l’abbaye, le village et sur un sentier autour du village d'Arles-sur-Tech : La vie des mineurs, 10 haltes, Durée : 1 h 30

### Les sens dessus dessous
Réseau culturel accompagne certains de ses adhérents à obtenir le label tourisme et handicap, mis en place par Michelle Demessine pour l'accessibilité des personnes handicapées ou à mobilité réduite. L'accès aux handicapés mentaux, mal-voyants, auditifs est encore très rare en France, et demande une formation très particulière et une ingénierie adaptée pour commercialiser les sites labellisés. "les sens dessus dessous" est l'une des offres de séjour proposée par Réseau Culturel aux sites touristiques labelisés.

## Les sites adhérents

### Préhistoire
- le Château-Musée de Bélesta[5]
- La Maison du Patrimoine Françoise Claustre à Céret[6]
- Le Centre européen de la Préhistoire de Tautavel[7]

### Art roman
- Le Prieuré de Marcevol[8]
- L'abbaye Sainte-Marie d'Arles-sur-Tech[9]
- Le Prieuré de Serrabone[10]
- Le Centre de sculpture Romane Le Maître de Cabestany[11]
- L'Abbaye Saint-Martin du Canigou[12]
- L'Abbaye Saint-Michel de Cuxa[13]
- Église de Corneilla-de-Conflent
- Cloître d'Elne
- Hospici d'Illa à Ille-sur-Têt[14]
- Chapelle de Saint-Martin-de-Fenollar à Maureillas-las-Illas[15]
- Prieuré du Monastir-del-Camp à Passa
- Maison de l'art roman de Saint-André
- Abbaye de Saint-Génis-des-Fontaines
- Prieuré Santa Maria del Vilar à Villelongue-dels-Monts

#### Art baroque
- Centre d'interprétation de l'Hospici d'Illa à Ille-sur-Têt[16]
- Salle du trésor de l'église de Prades

#### Patrimoine naturel, scientifique et technique
- Vignobles Dom-Brial de Baixas[17]
- Cellier des Templiers de Banyuls-sur-Mer
- Centre d'interprétation de la Maison de la Vallée d'Eyne
- Orgues d'Ille-sur-Tet
- Centre d'interprétation du Moulin à huile d'olive de Millas[18]
- Le Four solaire de Mont-Louis
- Le Centre d'interprétation de la Tour des parfums de Mosset
- Le Jardin exotique de Ponteilla
- les Caves Byrrh de Thuir

#### Châteaux et fortifications
- Château royal de Collioure
- Fort Saint-Elme
- Cité de Mont-Louis
- Palais des Rois de Majorque à Perpignan
- Fort de Bellegarde au Perthus
- Fort Lagarde de Prats-de-Mollo
- Forteresse de Salses
- Château de Castelnou
- Fort Libéria à Villefranche-de-Conflent
- Remparts de Villefranche-de-Conflent

#### Art moderne et contemporain
- Le Musée d'art moderne de Céret
- Le Centre d'interprétation Fenêtre ouverte sur le fauvisme à Collioure
- Les Collections de Saint-Cyprien

#### Patrimoine ethnologique
- Casa de l'Albera à Argelès-sur-Mer
- Abbaye d'Arles-sur-Tech
- Château royal de Collioure
- Maternité suisse d'Elne
- Maison du liège de Maureillas
- Tour des parfums de Mosset
- Fort Lagarde à Prats-de-Mollo
- Musée de Cerdagne - Ferme Cal Mateu à Sainte-Léocadie[19]
- Maison du Patrimoine de Vernet-les-Bains

### Administration

#### Financement
- Cotisations des adhérents
- Conseil général des Pyrénées-Orientales
- Comité régional du tourisme Languedoc-Roussillon
- Délégation interministérielle à l'aménagement et à la compétitivité des territoires